# タンタン (モロッコ)
タンタンはモロッコ南部のゲルミン＝オウィド・ノウン地方にある都市。El Ouatia（Tan-Tan Plage：タンタン港とも）が、25kmのところにある。
タンタンのビーナスという水晶でできた小立像が、この町からの北東のドラア川北岸の堆積物中から発見されている。紀元前20万年から50万年前の間のものであると年代推定されていて、世界で最も古い人型をした彫刻の一つであると考えられているが、その形は実際には自然にできたものである可能性もある。

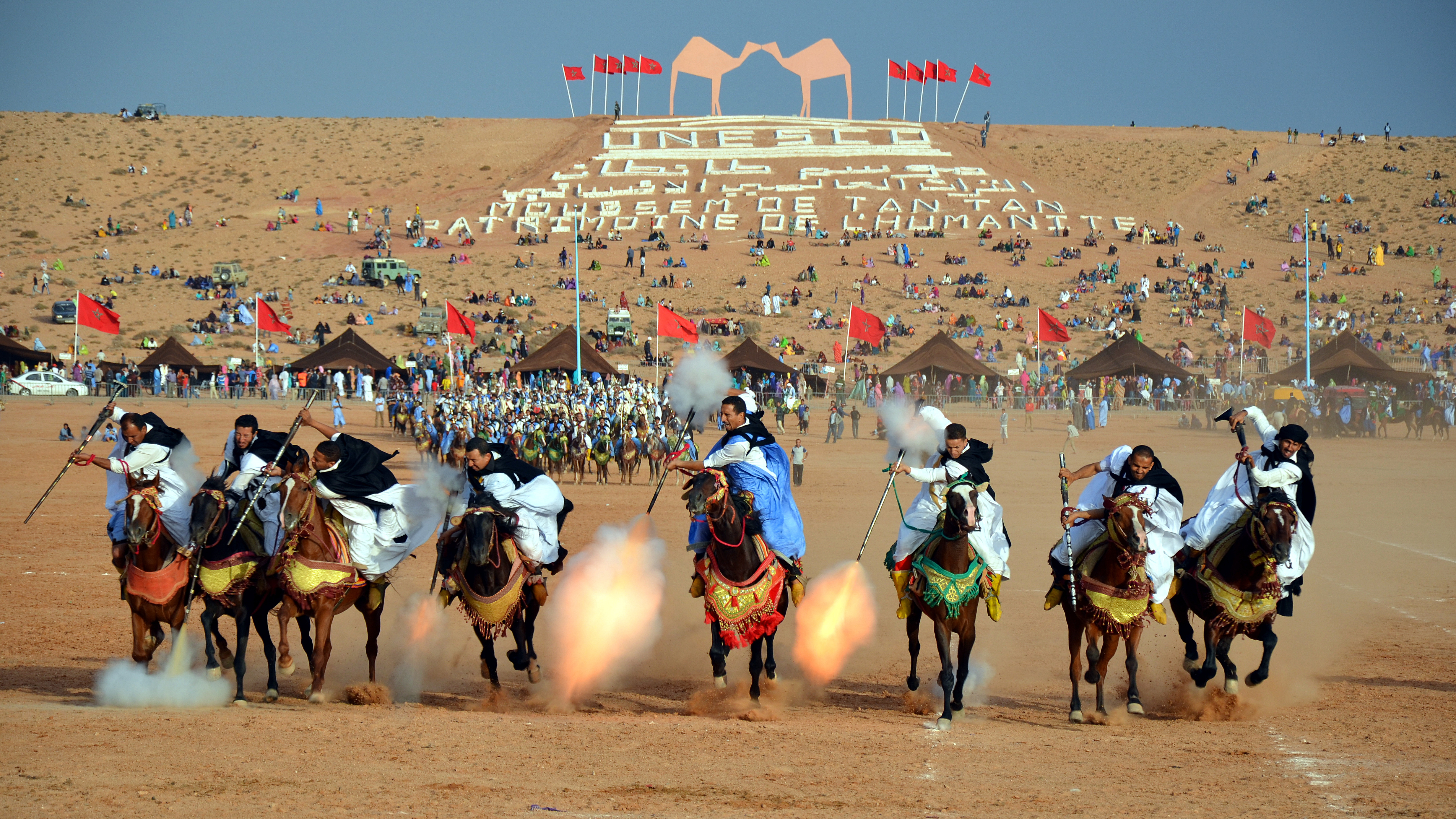
タンタンのムッセム祭りで、サフラウィー族の男たちがファンタジアの競技を行う。

毎年9月に近隣の遊牧民族が集って市場やお見合いが行われる祭り、ムッセムが行われる。このタンタンのムッセムは2005年にユネスコによる「人類の口承及び無形遺産の傑作の宣言」（無形文化遺産の前身）に選ばれた。

## 気候
| タンタンの気候         | タンタンの気候 | タンタンの気候 | タンタンの気候 | タンタンの気候 | タンタンの気候 | タンタンの気候 | タンタンの気候 | タンタンの気候 | タンタンの気候 | タンタンの気候 | タンタンの気候 | タンタンの気候 | タンタンの気候 |
| 月                     | 1月            | 2月            | 3月            | 4月            | 5月            | 6月            | 7月            | 8月            | 9月            | 10月           | 11月           | 12月           | 年             |
| ---------------------- | -------------- | -------------- | -------------- | -------------- | -------------- | -------------- | -------------- | -------------- | -------------- | -------------- | -------------- | -------------- | -------------- |
| 平均最高気温 °C （°F） | 21 (70)        | 22 (72)        | 24 (75)        | 24 (75)        | 24 (75)        | 26 (79)        | 28 (82)        | 28 (82)        | 28 (82)        | 27 (81)        | 26 (79)        | 20 (68)        | 25 (77)        |
| 日平均気温 °C （°F）   | 15 (59)        | 16 (61)        | 18 (64)        | 18 (64)        | 19 (66)        | 21 (70)        | 23 (73)        | 22 (72)        | 22 (72)        | 21 (70)        | 19 (66)        | 15 (59)        | 19 (66)        |
| 平均最低気温 °C （°F） | 10 (50)        | 10 (50)        | 12 (54)        | 13 (55)        | 15 (59)        | 16 (61)        | 18 (64)        | 17 (63)        | 17 (63)        | 15 (59)        | 13 (55)        | 10 (50)        | 14 (57)        |
| 降水量 cm （inch）     | 1 (0.4)        | 1 (0.4)        | 0 (0)          | 0 (0)          | 0 (0)          | 0 (0)          | 0 (0)          | 0 (0)          | 0 (0)          | 1 (0.4)        | 2 (0.8)        | 3 (1.2)        | 11 (4.3)       |
| 出典：Weatherbase      |                |                |                |                |                |                |                |                |                |                |                |                |                |

## 交通
- タンタン空港
- タンタン港